# Doncourt-aux-Templiers
Doncourt-aux-Templiers är en kommun i departementet Meuse i regionen Grand Est (tidigare regionen Lorraine) i nordöstra Frankrike. Kommunen ligger i kantonen Fresnes-en-Woëvre som tillhör arrondissementet Verdun. År 2022 hade Doncourt-aux-Templiers 67 invånare.

## Befolkningsutveckling
Antalet invånare i kommunen Doncourt-aux-Templiers
| Referens: INSEE |